# Fiera Millenaria
La Fiera Millenaria nota anche come Millenaria di Gonzaga, o La Millenaria è una fiera agricola che si svolge nel comune di Gonzaga, in Provincia di Mantova. La manifestazione ha cadenza annuale e si tiene la prima settimana di settembre  all'interno del complesso fieristico comunale. La fiera viene definita "Millenaria" perché le prime tracce risalgono al IX secolo . 

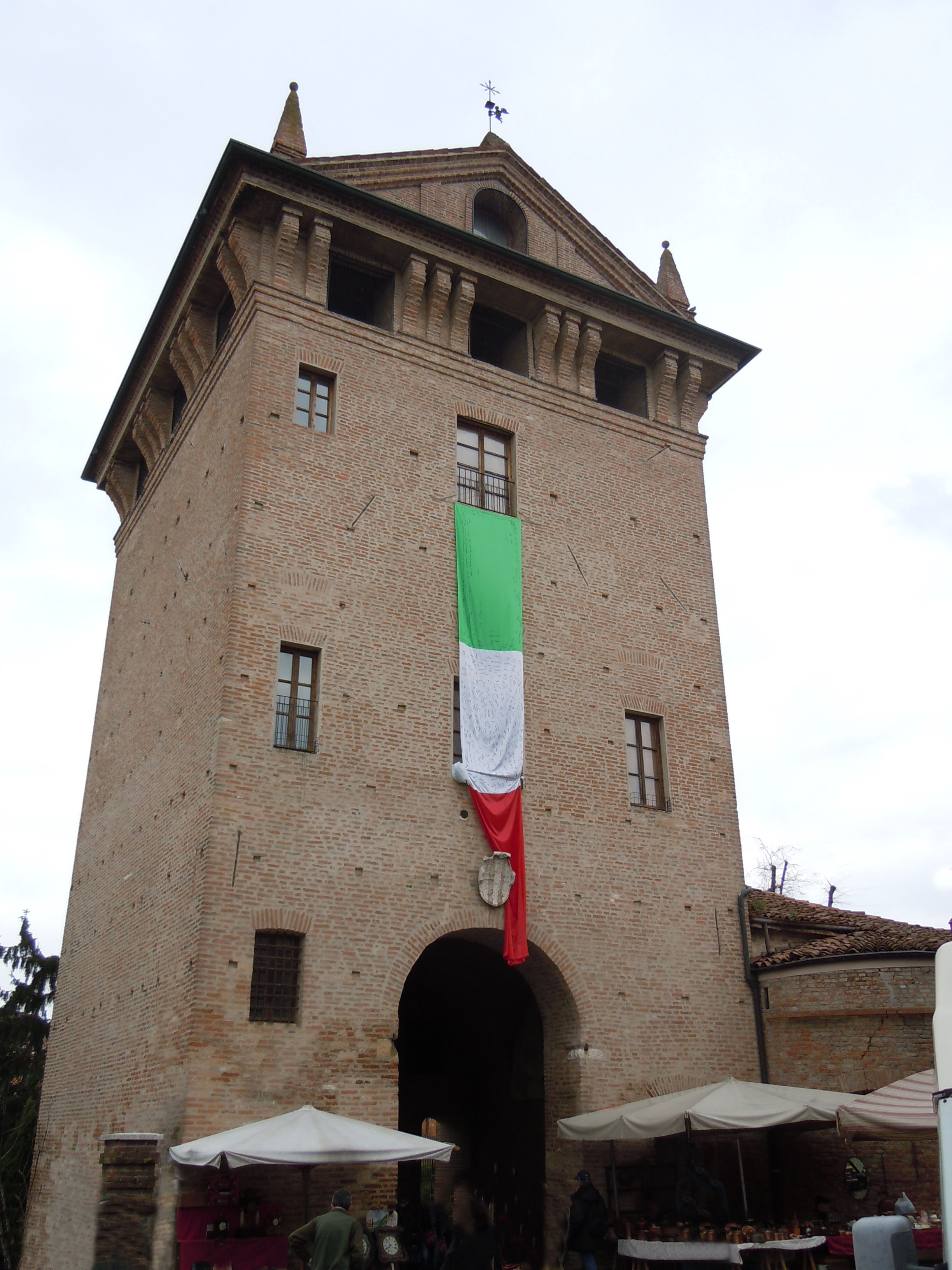
Gonzaga, torre quattrocentesca.

## Storia
Tra il IX e il XIV secolo a Gonzaga si correva il palio , ma tracce documentate di un evento nei luoghi in cui ancora oggi si svolge la manifestazione risalgono al 1490, anno in cui si verificò un incidente che coinvolse il marchese di Mantova Francesco II Gonzaga. Questi, sbalzato da un cavallo imbizzarrito sulla via per Reggiolo, rimase incolume. Grato alla Madonna per lo scampato pericolo, decise di costruire il convento di Santa Maria e dedicare un giorno di festa (che fu individuato nel 8 settembre solo dal 1498) celebrandola con il commercio di beni senza pagamento di dazi attorno alla struttura conventuale.
Nel 1580 il duca Guglielmo Gonzaga disciplinò la manifestazione sotto il profilo strettamente commerciale, ufficializzando l'evento anche nel suo aspetto economico. La manifestazione continuò a svolgersi nei secoli successivi, anche durante la dominazione asburgica, e già nell'Ottocento si afferma come evento dedicato all'agricoltura, ed in particolare al commercio di bestiame. 
Nel 1913 la manifestazione assume i suoi tratti moderni, prendendo il nome di "Fiera merci e bestiame", ma solo dal 1931 il Comune di Gonzaga entra direttamente nell'organizzazione, proponendo per la prima volta l’esposizione di macchine agricole. Il nome di Millenaria le viene dato nel 1946, quando la manifestazione assume rilevanza nazionale per quanto riguarda il mondo agricolo, con eventi folkloristici e la partecipazione di numerose personalità. Nel 1997 nasce la società Fiera Millenaria di Gonzaga srl che gestisce direttamente la manifestazione di settembre ed il polo fieristico.

## Il quartiere fieristico
L'area espositiva dedicata agli eventi fieristici è la stessa dal XV secolo. L'area del convento di Santa Maria è ancora oggi parte del quartiere fieristico. Successivamente, la consuetudine e poi la toponomastica hanno codificato al proprio interno nomi come “Strada dei Peccati Mortali”, “Via Frati Eremiti”, o “Via Fiera Millenaria” pescando direttamente dalla tradizione, delimitando precisamente l’area fieristica. 
Il quartiere fieristico si estende su un'area espositiva di 120.000 m² di cui 13.000 coperti, 50.000 m² di parcheggi, un centro congressi, un palazzetto polivalente, stalle, un maneggio e spazi adibiti a manifestazioni artistico-culturali.

## La fiera nelle arti
Attorno all'evento della Fiera Millenaria si svolge la trama del romanzo per ragazzi di Pietro Sissa Mostarda e Profumo alla fiera di Gonzaga, pubblicato nel 1976.
In occasione dell'edizione del 1955 ospita la prima mostra personale di Antonio Ligabue, organizzata da Cesare Parmiggiani.